# Fritillaria tenella
Fritillaria tenella är en ryggsträngsdjursart som beskrevs av Lúcia Garcez Lohmann 1896. Fritillaria tenella ingår i släktet Fritillaria och familjen bägargroddar. Inga underarter finns listade i Catalogue of Life.